# Glacières de Sylans
Pour les articles homonymes, voir Glacières.
Les glacières de Sylans était le nom de l'un des plus importants chantiers de glace français du XIXe siècle. Les bâtiments de cette société, dont d'imposantes glacières, étaient construits au bord du lac de Sylans qui est un lac naturel situé sur les communes du Poizat et des Neyrolles, dans le département de l'Ain.

## Histoire de l'exploitation

### Chronologie
C'est en 1864 que Joachim Moinat, limonadier au café du Paradis, à Nantua, commença à utiliser de la glace du lac de Sylans pour rafraîchir les boissons servies à ses clients, une initiative qui connait un grand succès.
En novembre 1864, Joachim Moinat vend le café du Paradis afin de se consacrer à l'exploitation de la glace. Dans ce but, il achète aux communes des Neyrolles et du Poizat, propriétaires du lac, le droit d'être le seul exploitant du lac de Sylans, en échange du versement d'une patente. En 1865, l'entrepreneur fait construire une cabane en bois pour stocker la glace et commence à livrer en voiture à cheval les cafés et restaurants des alentours.

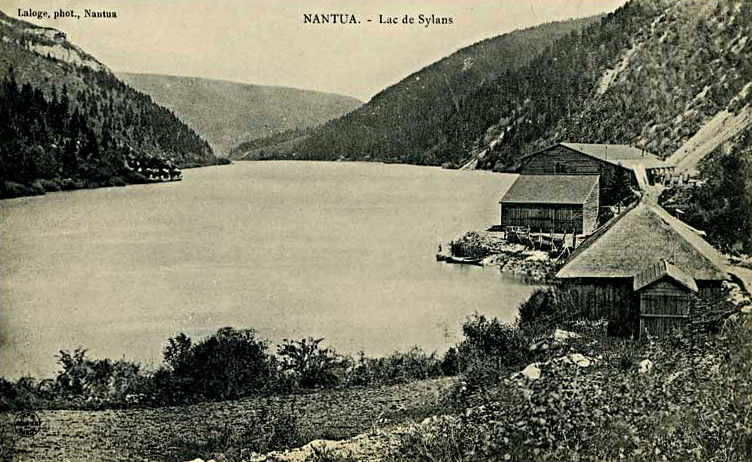
Les premiers bâtiments en bois des glacières

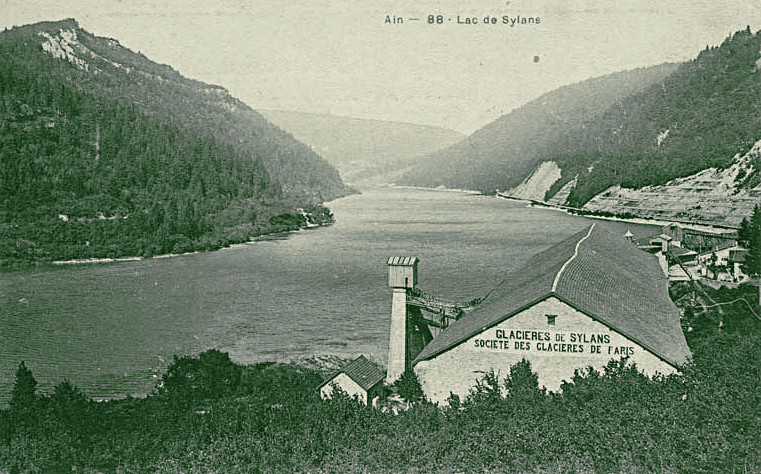
Les bâtiments en dur

L'activité se développe rapidement : en 1875, Joachim Moinat fait édifier un bâtiment en bois muni de murs isolants, à double parois comblées de sciure, sur l’emplacement du premier entrepôt. En 1879, jusqu’à 300 ouvriers travaillent en deux équipes, de jour et de nuit. L'ouverture de la ligne ferroviaire des Carpates en 1882 et le raccordement des glacières de Sylans au réseau de voie ferrée de la compagnie des chemins de fer de Paris à Lyon et à la Méditerranée, avec la création d'une gare sur le site, ouvre de nouveaux débouchés à l'entreprise. Pendant l'été, 20 à 30 wagons de glace partent tous les jours du site pour livrer Paris, Genève, Lyon, Marseille, Toulon et même Alger,.
En  1885, Joachim Moinat vend son entreprise à la Société des Glacières de Paris et c'est Prosper Roget qui est nommé directeur des Glacières de Sylans. Prosper Roget va industrialiser le site où il vit à l'année et l'entreprise connaitre son âge d'or. La production de glace s'élève à 300 000 tonnes par an.
Entre 1890 et 1910,  la Société des Glacières de Paris fait réaliser des bâtiments en pierre, dont un bâtiment de stockage, des bureaux, des écuries à chevaux, des ateliers de réparation, une cantine et une chapelle. À l’été 1894, ce sont 50 wagons chargés de glace qui quittent chaque jour le site.
L'apparition de la glace artificielle, le réchauffement climatique qui rendit la récolte de glace moins importante qu’auparavant et la Première Guerre mondiale signèrent la fin de l'exploitation pendant l'hiver 1916-1917. En 1924, à la fin du bail, le site de Sylans est rendu aux communes propriétaires du lac. Les installations sont démantelées et les bâtiments laissés à l’abandon. Les bâtiments ruinés ont été rachetés en novembre 2007 par la Communauté de Communes du Lac de Nantua dans le but d'effectuer la réhabilitation des lieux.

### Joachim Moinat, le fondateur des Glacières
« Limonadier à Nantua » et entrepreneur visionnaire, Joachim Moinat quitta son café d’Austerlitz le 1er janvier 1864 pour prendre le café du Paradis, situé rue Impériale, à Nantua. Il revendra cette entreprise un an plus tard, en novembre 1864, pour se consacrer au commerce de la glace de 1864 à 1885, date de la reprise de l'activité par la Société des Glacières de Paris. Entrepreneur dans l'âme, l’exploitation du lac de Sylans ne l’empêche pas de se lancer dans d'autres projets. En avril 1866, il propose le café Moinat, « composé de substances provenant des montagnes de Cerdon », « généralement employé comme calmant » et conseillé en cas d'« irritations de poitrines », puis dépose un brevet pour une carafe munie d'une cavité à glaçons. Projetant un moment de faire construire un téléphérique reliant Nantua aux Monts d’Ain, on le retrouve en 1872 directeur du buffet de la gare de Bourg-en-Bresse, à Sylans en 1884, puis à Nantua en 1888 où la maladie le terrassa en 1890, à l'âge de 60 ans.

## L'exploitation de la glace à Sylans

### Le lac de Sylans

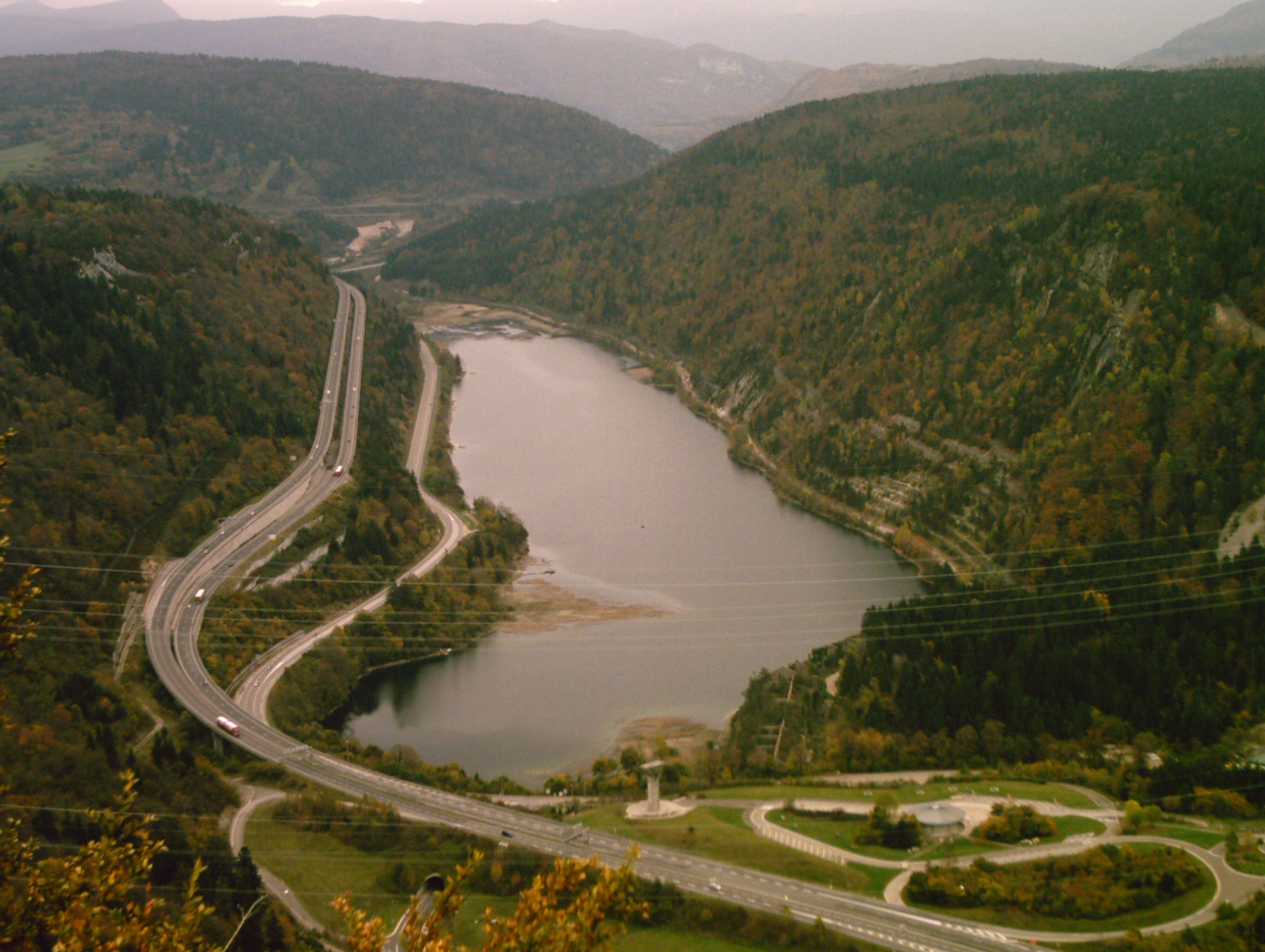
Vue du lac de Sylans avec les ruines des Glacières dans la végétation entre l'aire de repos de l'autoroute A40 et le lac.

Le lac de Sylans occupe une partie de la cluse de Nantua. Sa surface est d’un peu plus de quarante-neuf hectares pour une longueur de deux kilomètres et un volume de 4,7 millions de mètres cubes. Sa situation géographique, son faible ensoleillement et la pureté de son eau faiblement minéralisée en font un lac propice à la formation d'une glace limpide de bonne qualité. À l’époque de l'exploitation, le lac gelait chaque année par une température qui pouvait atteindre −20 °C en hiver, la glace atteignant une épaisseur de 15  à   40 cm.

### L'embauche
La récolte de la glace s’effectuait de décembre à mars ou avril et donnait du travail pour l'hiver à de nombreux agriculteurs de la région, venant notamment de Charix ou du plateau de Retord. Quand l’épaisseur de la glace sur le lac atteignait une quinzaine de centimètres, le personnel permanent des glacières hissait un drapeau au sommet du plus haut bâtiment et actionnait une corne de brume : ce signal indiquait l’ouverture du chantier et de l'embauche pour le travail de la glace. En 1879, jusqu’à 300 ouvriers travaillaient en deux équipes, de jour et de nuit. Les ouvriers étaient payés 35 centimes de l'heure la journée et 42 centimes la nuit. Une trentaine de personnes composait le personnel permanent, chargé de l’entretien des installations, du stockage et de l’expédition de la glace.

### La récolte

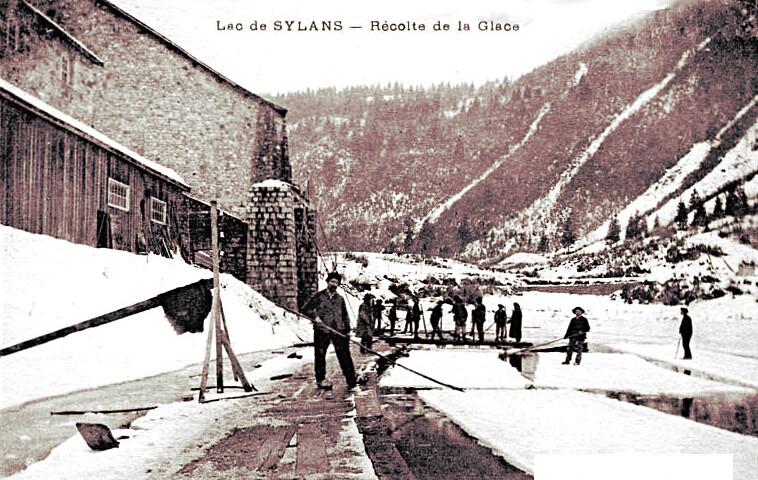
La récolte de la glace

À l’ère industrielle, la méthode d'extraction de la glace obéissait à des techniques précises. La surface gelée du lac était tout d'abord entaillée à l’aide d'une charrue à trois socs tirée par des bœufs ou des chevaux, afin de créer un canal large de 8 m permettant d'acheminer les blocs de glace jusqu’au rivage. Des bandes de glace larges de 4 m étaient ensuite découpées, toujours à l’aide de la charrue, avant d'être débitées par les ouvriers à l’aide de longues scies (ou passe-partout) et de haches, en commençant par la partie la plus éloignée des glacières. Les grands blocs de glace étaient ensuite dirigés par un homme muni d’une sorte de gaffe (« le tire-pousse »), par flottaison, vers l'une des 4 dragues qui se trouvaient le long du lac. Une fois sortis de l'eau, les blocs de glace étaient débités manuellement à une taille d'environ 1 m2 avant d'être évacués par un tapis roulant actionné par une machine à vapeur et transportés automatiquement, grâce à un système d'aiguillage, jusqu’aux salles de stockage. Là, les blocs attendaient leur expédition.

### Le stockage

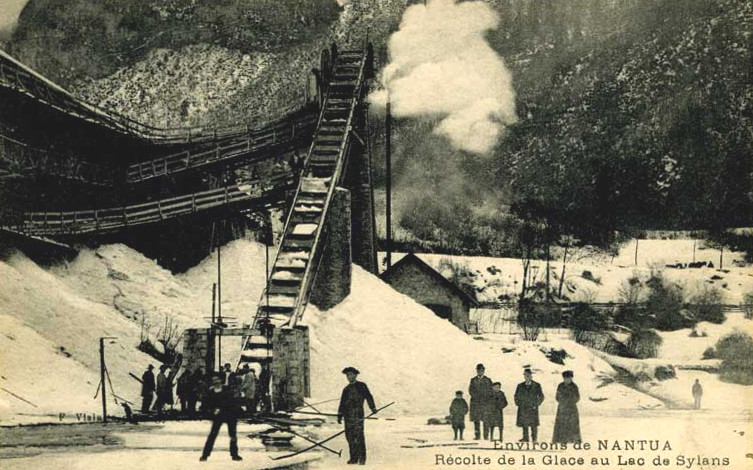
La sortie des blocs de glace

Joachim Moinat démarra son exploitation avec une simple cabane en bois, mais, en 1875, ce bâtiment fut remplacé par un autre, également en bois, mais comprenant une double paroi enfermant paille et sciure pour renforcer l'isolation et prolonger la conservation de la glace. Ce bâtiment fut en service pendant une vingtaine d’années, avant que la société des glacières de Paris ne le remplace, entre 1890 et 1910, par 5 immenses entrepôts de pierre de 150 m de long, 30 m de large et 12 m de haut et qui pouvaient entreposer jusqu’à 70 000 m³ de glace. Construites le plus à l'ombre possible, les glacières furent surmontées, en 1905, d’une dalle de béton pour renforcer la conservation de la glace jusqu’à l’été. L’efficacité de cette technique permettait, par l’exemple, que la glace livrée fin 1916 fut celle qui avait été récoltée à l’hiver 1914-1915.

### L'expédition
À ses débuts, Joachim Moinat livrait les restaurants et cafés des alentours en voiture à cheval et ce service local continua par la suite à se faire par diligence. L'ouverture de la ligne ferroviaire des Carpates en 1882 permit le raccordement des glacières de Sylans au réseau de voie ferrée de la compagnie des chemins de fer de Paris à Lyon et à la Méditerranée. L'entreprise possédait un quai de chargement et un transbordeur de wagons. Plusieurs voies permettaient aux trains d’accéder à l’intérieur des bâtiments. Deux petites dragues, situées sur des rails de chaque côté de la voie principale, permettaient le chargement des wagons. Ceux-ci étaient couverts d’une toile de jute, puis de 20 cm de paille fraîche, puis de deux autres bâches, l’une à l’effigie des Glacières de Paris, et l’autre marquée de l’inscription « Ne pas différer ». Trente à quarante wagons transportant 10 tonnes de glace chacun partaient chaque jour d'été pour alimenter Lyon, Paris, Toulon, Marseille, Genève ou Alger. La tonne de glace était vendue 10 francs. On estime que sur dix tonnes partant de Sylans, huit tonnes arrivaient à Paris.

## Les glacières de Sylans aujourd'hui

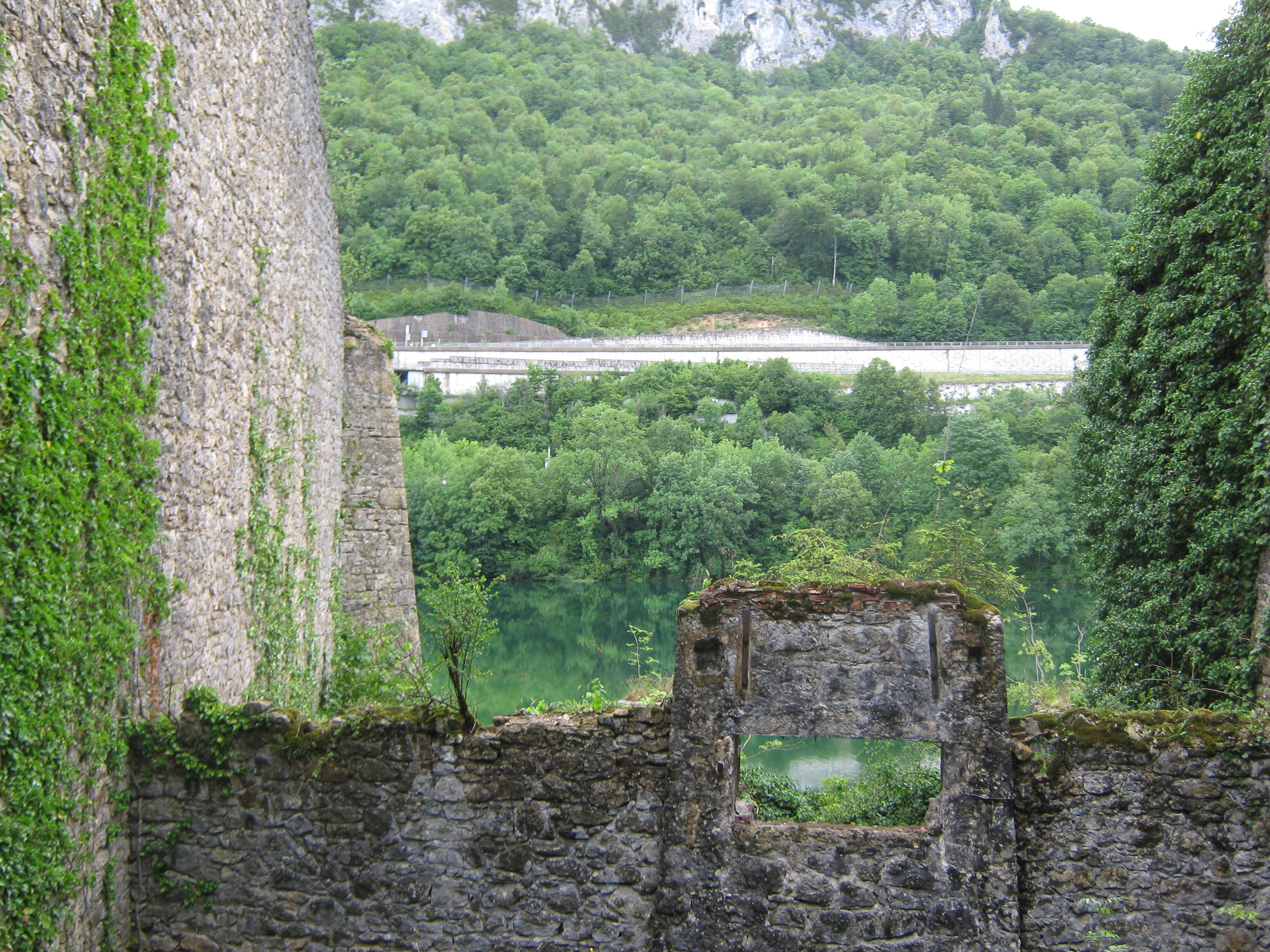
Les bâtiments en ruines.

Le site est aménagé pour assurer une visite libre et gratuite mais des visites guidées et payantes, assurées par l'office de tourisme local, sont possibles.